# Naeem Saad
Naeem Saad Mubarak Faraj (1957. október 1. –) kuvaiti labdarúgóhátvéd.
A kuvaiti válogatott tagjaként részt vett az 1980-as moszkvai olimpián és az 1982-es spanyolországi világbajnokságon.